# Fanfarlo
I Fanfarlo sono un gruppo musicale indie pop fondato a Londra nel 2006 dal musicista svedese Simon Balthazar. Fondono elementi di folk, indie rock e post punk impiegando una grande varietà di strumenti come la tromba, il violino, il mandolino o il clarinetto.
Il gruppo, il cui nome viene dalla novella La Fanfarlo di Charles Baudelaire, ha cominciato ad esibirsi live nel 2006, in piccoli indie club di Londra, e ha pubblicato quattro singoli in edizione limitata con etichette con sede a Londra.
Il loro album di debutto, Reservoir, è stato registrato fra l'ottobre e il novembre del 2008 ai Tarquin Studios, nel Connecticut, USA, ed è stato prodotto da Peter Katis (The National, Interpol). L'album è stato pubblicato nel febbraio 2009 con l'etichetta della band stessa "Raffle Bat", e più tardi con la Atlantic Records, che lo ha diffuso nel Regno Unito e negli Stati Uniti nell'ottobre 2009 e in Europa nell'aprile 2010.
Il loro singolo The Walls Are Coming Down è stato pubblicato nel settembre 2009. Il video musicale del singolo è stato diretto da Iain Forsyth e Jane Pollard e vede la collaborazione dello specialista in fughe impossibili Roslyn Walker nell'atto di liberarsi dopo essere stato appeso in giù e bloccato con una camicia di forza, numero pressoché uguale a quello attuato per la prima volta da Harry Houdini all'inizio del '900. Il numero è stato anche integrato nel concerto della band alla Webster Hall di New York il 19 dicembre 2009, stavolta dall'artista Michael Lee.

## Nei media popolari
Il 24 settembre 2009, la canzone Ghosts dell'album di debutto della band, Reservoir è stato utilizzato nel secondo episodio della sesta stagione americana di Grey's Anatomy.
Il singolo del 2007 Fire Escape è stato utilizzato nel quarto episodio della sesta stagione di Dottor House, in onda su Fox, negli Stati Uniti, il 12 ottobre 2009.
Il 15 febbraio 2010, la band ha debuttato nella TV statunitense al Late Show with David Letterman, dove ha suonato il singolo Harold T. Wilkins, or How To Wait for a Very Long Time. Hanno anche suonato al Last Call with Carson Daly e al francese Canal Plus.
Nel 2010, le loro canzoni Comets e Luna sono state usate nel film portoghese Um Funeral à Chuva.
Il loro pezzo Atlas è presente nella colonna sonora del film Eclipse. La canzone è stata registrata ad Austin, Texas proprio per il film: la registrazione è documentata nel terzo episodio della serie web della band, Under the Reservoir.
Nel 2010, una breve sezione di The Walls Are Coming Down è stata utilizzata nello spot televisivo della macchina fotografica digitale Powershot Sx210 IS della Canon.
Sempre nel 2010, la loro canzone Harold T. Wilkins viene utilizzata nel trailer ufficiale del film Amore a mille... miglia.
I'm a Pilot viene usata nell'episodio finale della quarta stagione di Chuck.

## Serie Web
Nel marzo 2010, l'artista video Brian Gonzalez ha seguito i membri del gruppo nella loro terza partecipazione al SXSW music festival ad Austin, nel Texas, documentandola in una serie web suddivisa in quattro parti intitolata Under the Reservoir; la serie è fruibile sul loro sito dal 14 giugno 2010. Ogni episodio porta alla vita in maniera unica le due, spettrali ragazze protagoniste della copertina di Reservoir, rimarcando allo stesso tempo l'esperienza personale di ogni membro della band lungo la strada, giorno dopo giorno.

## Membri
- Amos Memon - batteria, percussioni, voce (2006 - 2013)
- Cathy Lucas - violino, tastiere, mandolino, voce
- Justin Finch - basso elettrico, voce
- Leon Beckenham - tromba, tastiere, glockenspiel, melodica, voce
- Simon Balthazar - voce, chitarra, tastiere, mandolino, sassofono, clarinetto
- Valentina Magaletti - batteria

## Discografia

### Album
- Reservoir (2009, Raffle Bat/Atlantic Records)
- Rooms filled with light (2012, Atlantic Records)
- The Sea EP (2013, New World Records)
- Let's Go Extinct (2014, New World Records)

### Singoli
- Talking Backwards
- You Are One Of The Few Outsiders Who Really Understands Us
- Fire Escape
- Harold T. Wilkins
- Drowning Men
- The Walls Are Coming Down
- Harold T. Wilkins or How To Wait A Very Long Time
- You Are One / What Makes You Think You're The One
- Atlas (Twilight Soundtrack)
- Replicate
- De.con.struc.tion
- Shiny Things